# Neoseiulus reticulatus
Neoseiulus reticulatus är en spindeldjursart som först beskrevs av Oudemans 1930.  Neoseiulus reticulatus ingår i släktet Neoseiulus och familjen Phytoseiidae. Inga underarter finns listade i Catalogue of Life.